# Steve Adams (Fußballspieler, 1980)
Stephen Marc „Steve“ Adams (* 25. September 1980 in Plymouth) ist ein ehemaliger englischer Fußballspieler.

## Karriere
Adams war Kapitän des Nachwuchsteams von Plymouth Argyle und war noch als Trainee (dt. Auszubildender) beim Verein unter Vertrag, als er am 8. Dezember 1998 im Auto Windscreens Shield per Einwechslung zu seinen ersten Pflichtspielminuten im Profibereich kam. Im Juli 1999 unterzeichnete er seinen ersten Profivertrag, kam aber lediglich am letzten Spieltag der Saison 1999/2000 in der Third Division gegen Mansfield Town (Endstand 2:2) zum Einsatz, erhielt aber am Saisonende eine Vertragsverlängerung. Mit der Ankunft von Paul Sturrock als Trainer von Plymouth im Oktober 2000, nahm auch die Karriere von Adams Fahrt auf. Nachdem er in der Saison 2000/01 auch aufgrund von Verletzungen noch auf 17 Einsätze limitiert war, bestritt er in der Folgesaison 2001/02, die man als Meister der Third Division abschloss, sämtliche 46 Ligapartien. Von den Anhängern des Klubs wurde er zudem zum zweiten Mal in Folge zum „Young Player of the Year“ gekürt. Nach einem achten Platz in der Spielzeit 2002/03, gewann Adams, dessen Stärken als defensiver Mittelfeldspieler in der Balleroberung und seinem Spielverständnis lagen, mit Plymouth Argyle 2004 auch die Meisterschaft der Second Division und stieg mit dem Klub dadurch in die zweitklassige Football League Championship auf.
Nach wenigen Spieltagen der Saison 2004/05 verlor Adams seinen Stammplatz und wechselte schließlich im März 2005 ablösefrei zum Drittligisten Sheffield Wednesday, wo Sturrock das Traineramt begleitete. Am Saisonende stieg Sheffield über die Play-offs, in denen Adams zu einem Kurzeinsatz im Halbfinale gegen Brentford kam, in die zweithöchste Spielklasse auf. Dort fiel Adams den Großteil der Spielzeiten 2005/06 und 2006/07 verletzungsbedingt mit Waden- und Achillessehnenproblemen aus und sein im Sommer 2007 auslaufender Vertrag wurde vereinsseitig nicht mehr verlängert.
Im August 2007 folgte er erneut Sturrock nach, der mittlerweile Trainer beim Drittligaaufsteiger Swindon Town geworden war. Adams erhielt nur einen Halbjahresvertrag und kam in den folgenden Monaten über sämtliche Wettbewerbe verteilt zu sechs Einsätzen. Obwohl Sturrock den Verein zwischenzeitlich verlassen hatte und Adams wegen einer Oberschenkelverletzung neun Wochen ausgefallen war, erhielt er vom neuen Trainer Maurice Malpas einen Vertrag bis Saisonende angeboten. Adams lehnte diesen jedoch ab und unterzeichnete im Januar 2008 stattdessen einen Vertrag über 2,5 Jahre beim Fünftligisten Torquay United. Nach 16 Pflichtspieleinsätzen in der Rückrunde, darunter das Finale in der FA Trophy gegen Ebbsfleet United (Endstand 0:1) im Londoner Wembley-Stadion vor über 40.000 Zuschauern, kam er in der Saison 2008/09, als Torquay über die Play-offs die Rückkehr in die Football League schaffte, nur noch zu vier Pflichtspieleinsätzen, letztmals im März 2009.
Im letzten Jahr seines Vertrags bei Torquay war Adams zunächst von August bis September 2009 an den Fünftligisten Forest Green Rovers verliehen, ab Oktober verbrachte er die restliche Saison, ebenso wie sein Teamkollege Lee Hodges, auf Leihbasis beim Southern-League-Klub Truro City. Nachdem sein Vertrag bei Torquay erwartungsgemäß nicht mehr verlängert worden war, wechselte er im Juli 2010 fest zu Truro City. 2011 stieg er mit Truro City als Meister der Southern League in die sechstklassige Conference South auf, bevor er den finanziell angeschlagenen Klub Anfang 2013 verließ und sich dem lokal spielenden Klub Callington Town anschloss.